# Munford (Tennessee)
Munford – miasto w Stanach Zjednoczonych, w stanie Tennessee, w hrabstwie Tipton.